# سیاهک دانه برنج
سیاهک دانه برنج (نام علمی: Tilletia barclayana) نام یک گونه از division قارچ‌های چتری است.